# Tornillo (Texas)
Tornillo ist ein Ort im El Paso County im Bundesstaat Texas der USA.
2010 gab es etwas über 1500 Einwohner. In der nationalen Statistik gehört es zur El Paso Metropolitan Statistical Area.
Im Ort gibt es Sonic Ranch, eine riesige Siedlung.
Im Juni 2018 errichtete die US-Bundesregierung hier am Marcelino Serna Port of Entry auch eine Zeltstadt als Lager für die gefangen genommenen Kinder von Migranten aus Mexiko (amerikan. Ausdruck: Tent City Detention Camp for Migrant Children). Erste Berichte über das Haft-Lager stammen von Juni 2018.

Karte von Texas: Tornillo liegt an der Westgrenze des Countys

Die ZIP-Codes des Ortes lauten: 79838 und 79853